# 王子台
王子台（おうじだい）は、千葉県佐倉市の町丁。現行行政地名は王子台一丁目から王子台六丁目。郵便番号285-0837。

## 地理
北は稲荷台、東は臼井、南は生谷、西は臼井台に隣接している。

## 世帯数と人口
2017年（平成29年）10月31日現在の世帯数と人口は以下の通りである。
| 丁目         | 世帯数    | 人口    |
| ------------ | --------- | ------- |
| 王子台一丁目 | 590世帯   | 1,199人 |
| 王子台二丁目 | 613世帯   | 1,334人 |
| 王子台三丁目 | 604世帯   | 1,215人 |
| 王子台四丁目 | 622世帯   | 1,433人 |
| 王子台五丁目 | 868世帯   | 1,990人 |
| 王子台六丁目 | 930世帯   | 2,234人 |
| 計           | 4,227世帯 | 9,405人 |

## 小・中学校の学区
市立小・中学校に通う場合、学区は以下の通りとなる。
| 地域         | 小学校               | 中学校               |
| ------------ | -------------------- | -------------------- |
| 王子台一丁目 | 佐倉市立間野台小学校 | 佐倉市立臼井中学校   |
| 王子台二丁目 | 佐倉市立間野台小学校 | 佐倉市立臼井中学校   |
| 王子台三丁目 | 佐倉市立間野台小学校 | 佐倉市立臼井中学校   |
| 王子台四丁目 | 佐倉市立間野台小学校 | 佐倉市立臼井中学校   |
| 王子台五丁目 | 佐倉市立王子台小学校 | 佐倉市立臼井西中学校 |
| 王子台六丁目 | 佐倉市立王子台小学校 | 佐倉市立臼井南中学校 |

## 施設

### 一丁目
- 臼井たんぽぽ幼稚園
- 王子台一丁目町内会会館
- 市民音楽ホール
- 御伊勢公園

### 二丁目
- 佐倉市立間野台小学校
- 間野台公園

### 三丁目
- 王子台三丁目町内会会館
- 忍公園
- 一夜城公園

### 四丁目
- おひさま保育園
- 佐倉王子台郵便局
- 生谷公園

### 五丁目
- 佐倉市立王子台小学校
- 王子台五丁目町内会会館
- 宮田公園
- 石神公園
- 石神緑地

### 六丁目
- 王子台六丁目町内会会館
- 大林公園
- 松山公園

## 交通

### 道路
- 京成本線
  - 京成臼井駅

- 主要地方道
  - 千葉県道64号千葉臼井印西線